# Lac Blanco (Chubut)
Le Lac Blanco en Argentine, est un lac d'origine glaciaire situé sur le territoire de la province de Chubut, dans le département de Río Senguer, en Patagonie. 

## Géographie
Situé en bordure des Andes, dans la zone occidentale du plateau de Patagonie, le lac est endoréique.
Le lac s'allonge du sud-ouest vers le nord-est, sur plus ou moins 17 kilomètres, au centre d'une ancienne vallée glaciaire. Il est situé une centaine de kilomètres au sud du lac Fontana, quelque 23 km à l'est de la frontière chilienne.
Au sud du lac se trouve la petite localité de Lago Blanco.

## Accès
On accède au lac en empruntant la route provinciale 55 qui croise la route nationale 40 un peu au sud de la ville de Río Mayo. L'extrémité occidentale de la route 55 se situe à la frontière chilienne, au niveau du Paso Huemules (Col des huemuls).

## Émissaire et lagune Quilchamal
Sauf dans sa partie andine occidentale, le bassin versant du lac Blanco ne bénéficie pas de précipitations abondantes et l'évaporation y est intense. Durant les années humides, le trop-plein d'eau s'écoule par son émissaire situé à son extrémité nord-est, et alimente une vaste lagune saumâtre intermittente, la lagune Quilchamal.